# Caratê nos Jogos Pan-Americanos de 2019 - Kata individual masculino
A categoria kata individual masculino foi disputada nas competições do caratê nos Jogos Pan-Americanos de 2019, em Lima. Foi realizada no Polideportivo de Villa El Salvador no dia 9 de agosto.

## Calendário
Horário local (UTC-5).
| Data        | Horário | Fase                  |
| ----------- | ------- | --------------------- |
| 9 de agosto | 9:00    | Fase de grupos        |
| 9 de agosto | 9:20    | Fase de classificação |
| 9 de agosto | 15:40   | Disputa pelo bronze   |
| 9 de agosto | 17:15   | Final                 |

## Medalhistas
| Ouro   | VEN Antonio Díaz                    |
| Prata  | USA Ariel Gutierrez                 |
| Bronze | PER Mariano Wong PAN Héctor Cención |

## Resultados

### Fase de grupos
Grupo 1
| Atleta           | Nação         | Placar |
| ---------------- | ------------- | ------ |
| Antonio Díaz     | VEN Venezuela | 24.32  |
| Mariano Wong     | PER Peru      | 23.66  |
| Héctor Cención   | PAN Panamá    | 22.52  |
| Williames Santos | BRA Brasil    | 22.26  |

Grupo 2
| Atleta          | Nação              | Placar |
| --------------- | ------------------ | ------ |
| Ariel Gutierrez | USA Estados Unidos | 24.78  |
| Waldo Ramírez   | MEX México         | 23.86  |
| Andrés Tejada   | ECU Equador        | 23.18  |
| Roy Gatjens     | CRC Costa Rica     | 23.12  |

### Fase de classificação
Grupo 1
| Atleta         | Nação         | Placar |
| -------------- | ------------- | ------ |
| Antonio Díaz   | VEN Venezuela | 25.14  |
| Mariano Wong   | PER Peru      | 24.60  |
| Héctor Cención | PAN Panamá    | 23.86  |

Grupo 2
| Atleta          | Nação              | Placar |
| --------------- | ------------------ | ------ |
| Ariel Gutierrez | USA Estados Unidos | 24.60  |
| Andrés Tejada   | ECU Equador        | 22.66  |
| Waldo Ramírez   | MEX México         | 22.66  |

### Finais
Disputa pelo bronze
| Atleta        | Nação      | Placar |
| ------------- | ---------- | ------ |
| Mariano Wong  | PER Peru   | 24.92  |
| Waldo Ramírez | MEX México | 24.10  |

| Atleta         | Nação       | Placar |
| -------------- | ----------- | ------ |
| Héctor Cención | PAN Panamá  | 23.98  |
| Andrés Tejada  | ECU Equador | 23.32  |

Disputa pelo ouro
| Atleta          | Nação              | Placar |
| --------------- | ------------------ | ------ |
| Antonio Díaz    | VEN Venezuela      | 25.82  |
| Ariel Gutierrez | USA Estados Unidos | 25.46  |